# Hr.Ms. Van Ghent (1929)
Hr.Ms. Van Ghent was een Nederlandse torpedobootjager uit de eerste groep van de Admiralenklasse. Het schip is het tweede schip dat vernoemd is naar de zeventiende-eeuwse admiraal Willem Joseph van Ghent. De Van Ghent werd gebouwd door Koninklijke Maatschappij de Schelde uit Vlissingen en werd in 1929 in dienst genomen als De Ruyter. In 1934 werd het schip hernoemd tot Van Ghent zodat een lichte kruiser die op dat moment door Wilton-Fijenoord werd gebouwd de naam De Ruyter kon gaan voeren.

## De Van Ghent tijdens WO II
Tijdens het uitbreken van de Tweede Wereldoorlog bevond de Van Ghent zich in Nederlands-Indië. Op 3 februari werd er een slageskader gevormd waar de Van Ghent ook deel van uitmaakte. Op 4 februari 1942 op weg naar de Straat Makassar werd dit eskader in de Balizee ten zuiden van het eiland Kangean aangevallen door een formatie van ongeveer 60 Japanse bommenwerpers. De aanval was voornamelijk gericht op de Amerikaanse kruisers USS Houston en USS Marblehead en de Van Ghent liep hierbij geen schade op.
Op 15 februari poogde het eskader de invasie van Palembang te voorkomen. In de vroege ochtend van 15 februari rond halfvijf liep de Van Ghent door een navigatiefout aan de grond in Stolze-straat op het kustrif van het eiland Bamidjo. De navigatiefout werd veroorzaakt door de slechte weersomstandigheden gedurende die nacht. Het was zwaarbewolkt en het regende veelvuldig en zwaar waardoor het niet mogelijk was het vlaggenschip de Ruyter te volgen. De bemanning werd tijdens de evacuatie aan boord van de Banckert genomen. De eigen bemanning had het schip voor het verlaten in brand gestoken. Gedurende de dag werd de Van Ghent gespot door 7 Japanse bommenwerpers die een salvo bommen op het schip gooiden.